# Choi Se-bin
Choi Se-bin (født 2000) er en sydkoreansk fægter, der specialiserer sig i sabel.
Hun repræsenterede Sydkorea ved sommer-OL 2024 i Paris, hvor hun vandt sølv i holdkonkurrencen.